# Tolata
Tolata, en quechua: Tulata, est une localité du département de Cochabamba en Bolivie située dans la province de Germán Jordán. Sa population s'élevait à 2 207 habitants en 2001.